# سیارک ۷۸۰۳
سیارک ۷۸۰۳ (به انگلیسی: 7803 Adachi، نامگذاری:1997EW2) هفت هزار و هشتصد و سومین سیارک کشف شده‌است که در ۴ مارس ۱۹۹۷ کشف شد.
قدر مطلق سیارک برابر ۳۲.۳ است.